# Emblema nacional de Yibuti
El emblema nacional de Yibuti fue adoptado tras producirse la declaración de independencia del país el 25 de junio de 1977. 
En la parte central de este escudo aparece representada una lanza colocada verticalmente, detrás de un escudo tradicional. Bajo el escudo dos brazos, situados a los lados de la lanza, portan sendos machetes. Los dos brazos simbolizan a los dos grupos étnicos de Yibuti: los afar y el clan de los issa. 
En la parte superior del escudo figura una estrella roja de cinco puntas y en su parte exterior aparecen representadas esquemáticamente dos ramas de laurel.

## Escudos de armas históricos

Escudo de armas del Imperio Otomano (1846-1882)
Escudo de armas del Imperio Otomano (1882-1922)
Escudo de armas del Jedivato de Egipto (1874-1884)
Escudo de armas del Imperio Ruso (14 de enero - 5 de febrero de 1889)
Escudo de armas de Francia (1905-1977)
Emblema de la Francia de Vichy (1940-1942)
Escudo de armas del Reino Unido (1942-1943)
Emblema de la Francia Libre (1943-1944)